# Columna de Hierro
La Columna de Hierro (o Columna de Ferro) fue una columna de milicias de ideología anarcosindicalista que participó en la guerra civil española de 1936. Sus voluntarios venían de Valencia, Sagunto, Alcoy, Segorbe y de otros pueblos y ciudades valencianos. Tomaron parte en el Frente de Teruel, que se crea al intentar las columnas republicanas apoderarse de esa ciudad y no lograrlo. Tuvo alrededor de 3.000 combatientes, aunque en sus listas llegó a haber apuntados más de 20.000 voluntarios, que estaban en la retaguardia por falta de armas.[cita requerida]

## Historia

Bandera empleada por el Batallón Rakosi, grupo de voluntarios húngaros integrados originalmente en la Columna de Hierro.

Tras la rebelión del 18 de julio, el grupo "Nosotros", formado por los anarquistas valencianos José Pellicer, Segarra, Cortés, Rodilla y Berga (entre otros), se convertiría en el impulsor principal de esta columna. También destacarían otros militantes libertarios, como Rafael Martí ("Pancho Villa"), Francisco Mares, Diego Navarro o Pedro Pellicer, hermano de José Pellicer.
El 8 de agosto salieron de Valencia 8 centurias (800 milicianos) con destino Teruel. Lo hicieron en dos tandas y de forma desorganizada. Primero el grupo de Alcoy, que partió de Valencia con unos 150 milicianos, que pasaron por Sagunto, donde se les unieron otros cien voluntarios. Al llegar al pueblo turolense de Sarrión se tuvieron que detener por un ataque enemigo, cuando eran ya unos 400. Al mismo tiempo salía de Valencia otra milicia al mando de José Pellicer con otros 400 voluntarios. En estos primeros días, la columna carece casi totalmente de organización hasta que tras varias bajas causadas por la desorganización en combate deciden formar las centurias. Hacia finales de agosto la columna se estabiliza en el frente y tiene ya unos 1.600 milicianos que combatían junto con 600 soldados regulares, totalizando 2.200. La Columna de Hierro llegó a tener en octubre unos 12.000 inscritos (y para el invierno hasta 20.000), aunque solamente había armas para 3.000, que eran los que estaban propiamente en el frente. El resto de los voluntarios estaban o bien en el Cuartel de Las Salesas o bien en sus casas esperando a que se los convocase.
La Columna de Hierro se hizo famosa porque fue la más vilipendiada de todas las columnas de la CNT. Se la acusaba de todo tipo de desmanes, como los saqueos de un secadero de jamones en el pueblo de Sarrión y asesinatos de quienes se les opusieron. Cuando, en noviembre de 1936, se evacuó al Gobierno hacia Valencia ante la cercanía de las tropas franquistas a la capital de España, varios ministros fueron detenidos, vejados y amenazados de muerte a su paso por Tarancón, localidad controlada por dicha columna. Parte de los problemas de indisciplina y violencia exaltada de este grupo armado se debían a su composición, pues estaba formado en gran parte por presos comunes liberados por la FAI del penal de San Miguel de los Reyes, y también habían logrado infiltrarse muchos falangistas y monárquicos.
El 2 de octubre de 1936, milicianos de la Columna "evacuaron" a los prisioneros en la bodega del barco Legazpi y los asesinaron en el Picadero de Paterna. Puede consultarse la relación de los asesinados en la base de datos Represaliados por la República de la Diputación de Valencia. 
De todas formas, a la columna se la atacaba precisamente por querer imponer el comunismo libertario allá donde estaban sus milicias. Las milicias, al estar inactivas en el frente (cosa que se les echaba en cara; aunque igualmente inactivas estaban las demás columnas), se dedicaron a extender las colectividades en tierras turolenses. El espíritu colectivista contagió a otras columnas, como la Torres-Benedito o la Peire, que también defendieron las colectividades. Pero más que ninguna otra, ni siquiera la Columna Durruti, la Columna de Hierro actuó a la vez como milicia de guerra y como organización revolucionaria: levantaba actas de sus asambleas, publicaba un diario («Línea de Fuego») y manifiestos y lanzó comunicados, porque necesitaba explicar sus acciones en la retaguardia y justificar sus movimientos y sus decisiones ante los trabajadores y los campesinos. Se llegó a considerar una colectividad en sí misma. Esa fue su principal particularidad que Burnett Bolloten rescató en su libro El Gran Engaño.
En el pueblo de Benaguacil llegaron a tener un enfrentamiento armado contra los comunistas que controlaban la localidad. Tras un enfrentamiento con varios muertos por ambas partes, el gobierno debió incluso enviar aviones para atacar a la columna anarquista y restablecer el orden .
En septiembre y octubre, ante la falta de armas y municiones, enviaron a la retaguardia centurias de la columna en su busca. Cuando llegaban a la retaguardia, se encontraban con el acoso de las fuerzas del orden que les intentaba detener y cachear. Ante esta provocación, la columna respondía con la fuerza: así, en dos ocasiones una en Valencia y otra en Castellón, los revolucionarios asaltaron los juzgados para destruir los registros judiciales, el Ayuntamiento -destruyendo los registros de propiedad- e incluso asaltaron el penal de San Miguel de los Reyes, donde liberaron a los presos comunes (y también a los derechistas y fascistas) allí detenidos. Esto se debía a la iniciativa de Pellicer contra las cárceles, allí donde estuvieran, que por cierto cumplía con uno de los acuerdos de la CNT del Congreso de Zaragoza. En cambio, en Castellón (a donde no fue Pellicer) se asesinó por fusilamiento a unos 65 presos derechistas y fascistas. También cometieron otros 16 asesinatos tras una saca de presos sin acusación ni juicio en Vinaroz. También en la búsqueda de armas se les arrebató a los guardias de la Guardia Popular Antifascista (GPA), que tenían fusiles y ametralladoras y que los anarquistas veían como un cuerpo lleno de vividores que no tenían el valor suficiente para ir al frente y que se hacían policías.
Estas dos acciones con pocas semanas de diferencia provocaron el terror en la retaguardia. La CNT estaba negociando en aquellos momentos (septiembre y octubre de 1936) su entrada en el Gobierno republicano y veía este tipo de acciones como un boicot a su iniciativa, por lo que también desautorizó a la columna y no hizo nada para contrarrestar los bulos que a partir de entonces se orquestaron para desprestigiarla. Los medios comunistas y republicanos comenzaron entonces a inventarse numerosas acusaciones que los medios anarquistas "oficiales" no desmentían. Los medios anarquistas simpatizantes con la columna apenas podían hacerlo debido a la censura en el bando republicano.
En otro caso (los llamados Sucesos de Octubre), se volvió contra la columna: El 29 de octubre, la GPA en una redada mata al anarquista Tiburcio Ariza, al resistirse a su detención. En el funeral que organizan las distintas columnas anarquistas (Torres Benedito, de Hierro y CNT 13), estos pasan cerca del Gobierno Civil que estaba fuertemente armado, esperando un posible ataque. Al llegar a la Plaza de Tetuán, sede del Partido Comunista, vieron que se habían metido en la boca del lobo. Los comunistas se habían preparado, aprovechando la fuerza de un batallón que había vuelto de Madrid, y el comandante Eixea había organizado un dispositivo de defensa de la plaza. Entonces, un joven comunista -protestando ante la ostentación de armas de los anarquistas- se acerca a la cabecera y dispara. Este disparo es rápidamente seguido de otros muchos, incluso por fuego de ametralladoras, creándose un caos en la plaza. El combate duró media hora y provocó numerosos heridos (se registraron 56 heridos, de los que 49 eran de la CNT). Hubo en total unos 30 muertos.
La reacción inmediata fue la de querer hacer bajar las fuerzas de Teruel a Valencia. Los comunistas tenían ese batallón, la GPA y unos 300 jóvenes en prácticas militares. Pero el comité de la CNT evitó el enfrentamiento reprendiendo a los responsables de las columnas. Lo último que querían los dirigentes de la CNT en esos momentos eran problemas con el PCE, justo cuando se estaban ultimando los detalles para entrar en el Gobierno.
A finales de año Valencia se había convertido, con la llegada del Gobierno, en refugio de funcionarios y gobernantes. A mediados de diciembre se convoca a las columnas para un ataque contra Teruel. A la de Hierro le tocó atacar el Puerto Escandón. Pero la batalla resultó totalmente inútil, puesto que los republicanos no apoyaron el ataque con artillería y sus aviones no supieron aprovechar su superioridad, ni activaron ningún frente contiguo para que el enemigo no enviase refuerzos.

## Militarización
La cuestión entonces en el aire era la militarización de las milicias. Se enviaron delegados desde otros frentes más favorables a la militarización (Centro) para tratar de convencer a los milicianos. También Mariano Vázquez y García Oliver intentaron mediar en el asunto, aunque no se les hizo caso. De todos modos la columna, junto con otras con el mismo parecer, convocaron un pleno de columnas anarquistas para discutir sobre la militarización. Tras el pleno se vio que ésta era inevitable. Casi todas las milicias anarquistas habían aceptado militarizarse. Durante un mes hubo muchos debates en el seno de la columna, que fueron provocando bajas voluntarias y expulsiones. Pero finalmente la columna decidió militarizarse. Para hacerlo necesitaba ser relevada.
Bajó del frente en la segunda semana de marzo de 1937 y fue militarizada el 1 de abril, convirtiéndoseen  la 83.ª Brigada Mixta.